# العنف على المرأة في المكسيك
يشمل العنف على المرأة في المكسيك (بالإنجليزية: Violence against women in Mexico) أشكالًا مختلفة من «العنف القائم على نوع الجنس»، وقد يضمّ من بين ممارساته الإيذاء العاطفي والجسدي والجنسي و/أو العقلي. صنفت الأمم المتحدة المكسيك كواحدة من أكثر الدول التي يتم فيها تعنيف المرأة في العالم. وفقًا للمعهد الوطني للإحصاء والجغرافيا في المكسيك (آي إن إي جي آي)، فإن 66.1 في المئة من مجموع النساء في سن الخامسة عشرة فما فوق قد تعرضن لشكل معين من العنف في حياتهن. عانى 49% منه من العنف العاطفي؛ و29% من العنف الأسري أو التمييز؛ و34% من العنف الجسدي؛ و41.3% قد عانين من العنف الجنسي. من بين النساء اللاتي تعرضن للاعتداء بشكل ما، فإن 78.6% منهن لم يقمن بطلب المساعدة أو إبلاغ السلطات عن ذلك.
ثمَّة تفسيرات مختلفة وراء هذا الرقم المرتفع من العنف؛ وقد نظر الباحثون في الجذور الثقافية فضلًا عن السياسات والتغيرات الاقتصادية التي أدت إلى نمو حديث في مستوى العنف القائم على نوع الجنس. ثمَّة تزايد ملموس في الاهتمام الدولي بالنظر إلى حالة العنف على المرأة في المكسيك في أوائل التسعينيات بعد الارتفاع الملحوظ في نسبة النساء المفقودات والمقتولات في مدينة سيوداد خواريز الحدودية الشمالية. تعرضت النساء في حرب المخدرات المكسيكية للاغتصاب والتعذيب والقتل. عانت النساء في المكسيك أيضًا من الاتجار بالجنس.
بينما وضعت تشريعات وسياسات مختلفة للحدّ من ممارسات العنف على المرأة في المكسيك، أظهرت منظمات مختلفة أن هذه السياسات لم يكن لها أي تأثير يُذكر على حالة العنف بسبب عدم تطبيقها بالشكل المطلوب.

## الجذور الثقافية والاقتصادية
أجرت سوزان بيك إلى جانب كارمن كونتريراس وأليسيا باركر أغيلار، وهن مجموعة من الباحثات من المعهد المكسيكي لأبحاث الأسرة والسكان (آي إم آي إف إيه بي)، دراسة حول الجذور الثقافية التي تلعب دورًا في الوضع الحالي للعنف على المرأة في المكسيك. تعتقد الباحثات بأن ثقافة «الذكورة» هي التي خلقت شعورًا بالتفوق أو الاستحقاق للرجال في المكسيك. ومن ناحية أخرى، كانت النساء يضطلعن تقليديًا بأدوار التبعية إذ كان لديهن فرص أقل للوصول إلى المعرفة والسلطة لمناقشة المعايير الحالية أو حتى تغييرها. يعتقدن أيضًا بأن العنف على المرأة ما هو إلا «تعبيرًا عن قوة الرجل»، إلى جانب أشكالًا مؤسساتية من العنف، مثل الافتقار إلى الموارد أو أنواع الحرية.
على نفس المنوال، تجري مرسيدس أوليفيرا دراستها حول الطريقة التي تغيرت بها هذه الديناميكيات الجنسانية مؤخرًا، وخاصة مع إدخال السياسات الاقتصادية النيوليبرالية في المكسيك. مرسيدس أوليفيرا باحثة في مركز الدراسات العليا في المكسيك وفي جامعة العلوم والفنون في تشياباس في أمريكا الوسطى، وهي تشارك في حركة نساء مستقلات ومركز حقوق المرأة في المكسيك. تقول أوليفيرا أنه مع تزايد الفقر والبطالة وانعدام الأمن في المكسيك، بدأ عدد أكبر من النساء في الانضمام إلى مكان العمل لمحاولة تحسين أوضاعهن. وقد هدَّد هذا التقدم في أعداد متزايدة من النساء في مكان العمل مفهوم تقسيم العمل بين الرجل والمرأة إذ أن مكان الرجل هو مكان العمل ذاته ومكان المرأة في المنزل. وفقًا لأوليفيرا، فإن هذا التغيير قد أثر على صورة الرجال الذاتية وأضر بشعورهم الشخصي «بالذكورية» أو التفوق.

## أشكال العنف

### قتل النساء
يُعرَّف قتل الإناث (بالإنجليزية: Femicide) المعروف أيضًا باسم قتل النساء (بالإنجليزية: feminicide)، في تقرير لمنظمة الصحة العالمية (دبليو إتش أو) بأنه «القتل المتعمّد للنساء فقط لأنهن نساء». وبالمثل، تعرّفه هيئة الأمم المتحدة للمرأة واليوم الدولي للقضاء على العنف على المرأة والمفوضية السامية للأمم المتحدة لحقول الإنسان بأنه «الموت العنيف للنساء لأسباب تتعلق بالجنس». يُصنف قتل النساء على أنه شكل خاص من أشكال العنف على المرأة أو العنف الجنسي، الذي وصفته هيئة الأمم المتحدة للمرأة عام 1979 على أنه «آلية للهيمنة على المرأة وقمعها وفرض السلطة».
تقدر منظمة العفو الدولية عدد جرائم قتل النساء في المكسيك بين عامي 1986 و 2009 بحوالي 34000 جريمة. بحسب المرصد الوطني لقتل النساء، لم يتم التحقيق إلا في 49 حالة من الحالات ال 800 التي قُتلت فيها نساء في المكسيك في الفترة ما بين يونيو ويوليو عام 2017 والإقرار بأنها جرائم قتل نساء. ذكرت ناتاليا رييس أن 8% فقط من حالات قتل النساء في المكسيك يتم العقاب عليها. في عام 2012، صُنفت المكسيك في المرتبة 16 في العالم لأعلى معدلات جرائم النساء.
في السنوات ما بين 2011 و 2016، بلغ متوسط جرائم قتل النساء حوالي 7.6 في اليوم الواحد. بلغت نسبة جرائم قتل النساء في المكسيك 4.6% لكل 100.000، وكان هناك ما مجموعه 2746 حالة وفاة بين النساء مع افتراض حدوث القتل. في هذا العام، كانت الولايات الثلاث الأولى التي سجلت أعلى معدلات وفيات النساء مع افتراض القتل هي كوليما (16.3 حالة وفاة لكل 100.000 امرأة)، جيريرو (13.1 لكل 100.000 امرأة) وزاكاتيكاس (9.7 لكل 100.000 امرأة). بالإضافة إلى ثلاث بلديات في عام 2016، هم أكابولكو خواريز (24.22 لكل 100.000 امرأة) وتيخوانا (10.84 لكل 100.000 امرأة) وخواريز (10.36 لكل 100.000 امرأة). خلال الأعوام 2002-2010، سجلت ولاية شيواوا أعلى معدل من جرائم قتل النساء في العالم: 58.4 لكل 100.000 امرأة. انخفضت معدلات قتل النساء في بلدية خواريز بشكل كبير خلال خمس سنوات فقط؛ في عام 2011، بلغ معدل وفيات النساء بافتراض جرائم القتل 31.49 لكل 100.000 امرأة لينخفض بحلول عام 2016 إلى 10.36.
| معدلات وفيات النساء مع افتراض القتل، 2000 - 2016 | معدلات وفيات النساء مع افتراض القتل، 2000 - 2016 | معدلات وفيات النساء مع افتراض القتل، 2000 - 2016 | معدلات وفيات النساء مع افتراض القتل، 2000 - 2016 | معدلات وفيات النساء مع افتراض القتل، 2000 - 2016 | معدلات وفيات النساء مع افتراض القتل، 2000 - 2016 | معدلات وفيات النساء مع افتراض القتل، 2000 - 2016 | معدلات وفيات النساء مع افتراض القتل، 2000 - 2016 | معدلات وفيات النساء مع افتراض القتل، 2000 - 2016 | معدلات وفيات النساء مع افتراض القتل، 2000 - 2016 | معدلات وفيات النساء مع افتراض القتل، 2000 - 2016 | معدلات وفيات النساء مع افتراض القتل، 2000 - 2016 | معدلات وفيات النساء مع افتراض القتل، 2000 - 2016 | معدلات وفيات النساء مع افتراض القتل، 2000 - 2016 | معدلات وفيات النساء مع افتراض القتل، 2000 - 2016 | معدلات وفيات النساء مع افتراض القتل، 2000 - 2016 | معدلات وفيات النساء مع افتراض القتل، 2000 - 2016 | معدلات وفيات النساء مع افتراض القتل، 2000 - 2016 |
| ------------------------------------------------ | ------------------------------------------------ | ------------------------------------------------ | ------------------------------------------------ | ------------------------------------------------ | ------------------------------------------------ | ------------------------------------------------ | ------------------------------------------------ | ------------------------------------------------ | ------------------------------------------------ | ------------------------------------------------ | ------------------------------------------------ | ------------------------------------------------ | ------------------------------------------------ | ------------------------------------------------ | ------------------------------------------------ | ------------------------------------------------ | ------------------------------------------------ |
| السنة                                            | 2000                                             | 2001                                             | 2002                                             | 2003                                             | 2004                                             | 2005                                             | 2006                                             | 2007                                             | 2008                                             | 2009                                             | 2010                                             | 2011                                             | 2012                                             | 2013                                             | 2014                                             | 2015                                             | 2016                                             |
| المعدل لكل 100.000 امرأة                         | 2.7                                              | 2.7                                              | 2.7                                              | 2.6                                              | 2.5                                              | 2.6                                              | 2.6                                              | 2.2                                              | 2.8                                              | 3.6                                              | 4.5                                              | 5.1                                              | 5.0                                              | 4.6                                              | 4.1                                              | 4.0                                              | 4.6                                              |

من الواضح أن قتل النساء يُعتبر أكثر وحشية بكثير من قتل الرجال في المكسيك. ومن المرجح أن يتم قتل النساء باستخدام أشياء حادة أكثر من الرجال بمقدار 1.3 مرة. بالإضافة إلى أن النساء هن أكثر عرضة للقتل عن طريق الشنق والخنق والغرق لثلاثة أضعاف من الرجال. وأخيرًا، تُعتبر النساء أكثر عرضة للقتل باستخدام مواد مشتعلة بحوالي ضعفي نسبة الرجال.
مع إيلاء مزيد من الاهتمام لعدد النساء اللاتي قُتلن أو فُقدن في المكسيك، ثمَّة نمو ملحوظ في حجم الاستجابة للنشاط ضد ممارسات التعنيف. على سبيل المثال، مصطلح «ني أونا مينوس»، وهي حركة مشهورة جدًا في المكسيك للمناداة بوقف العنف على المرأة. تجمعت مجموعة من الناس في مدينة نيزاهوالكويتل والتي لقّبت نفسها باسم نوس كيريموس فيفاس من أجل التحضير للمسيرات، بالإضافة إلى إقامة محاضرات وندوات للتعريف بالدفاع عن النفس لمساعدة الفتيات على حماية أنفسهن. يوجد تحالف بين 47 منظمة في المكسيك يسمى المرصد الوطني لقتل النساء، الذي دعا إلى إجراء تحقيقات أكثر فعالية ودقة في أعقاب اختفاء النساء أو قتلهن، وزيادة المساءلة من جانب السلطات المعنية في المكسيك. يتم تمويل هذه المجموعة من قِبَل صندوق الأمم المتحدة الاستئماني لإنهاء العنف على المرأة. افتتح التعاون بين هيئة الأمم المتحدة للمرأة والمرصد الوطني لقتل النساء والمرصد الوطني لحقوق الإنسان المعرض الأول الدائم عن قتل النساء في المكسيك في عام 2017؛ ويسمى المعرض «يا باستا»، الذي يقع في متحف الذاكرة والتسامح في مدينة مكسيكو.